# Marcelino (Fußballtrainer)
Marcelino García Toral (* 14. August 1965 in Villaviciosa) ist ein ehemaliger spanischer Fußballspieler und derzeitiger -trainer.

## Spielerkarriere
Als Spieler kommt Marcelino auf 74 Erstliga-Einsätze für seinen Jugendverein Sporting Gijón. Dabei schoss er zwei Tore. Sein erstes Spiel in der Primera División bestritt der Asturier beim 1:1 auswärts bei Celta Vigo am 22. Dezember 1985. Weniger Glück hatte er bei seinen letzten beiden Stationen. Je eine Spielzeit verbrachte Marcelinho bei Racing Santander und UD Levante in der Segunda División, stieg beide Male jedoch in die Segunda División B ab.

## Trainerkarriere

### Die Anfänge
Als Trainer startete Marcelino seine Karriere im professionellen Fußball bei seinem Ex-Club Sporting Gijón in der spanischen Segunda División. In seiner ersten Spielzeit scheiterte er nur knapp am Aufstieg. In der Saison 2004/05 konnte das Team diese Leistung nicht bestätigen: Sporting landete abgeschlagen auf dem neunten Tabellenplatz. Im Sommer 2005 verließ Marcelino Sporting, um bei Recreativo Huelva anzuheuern. Als Tabellenerster stieg er gleich in seiner Premieren-Saison bei den Andalusiern auf. Auch in Spaniens Eliteliga konnte er sein Können unter Beweis stellen. Mit dem als Abstiegskandidat gestarteten Traditionsklub erreichte er den achten Tabellenplatz.

### Die letzten Jahre
Nach den beiden Jahren bei „Recre“ entschied sich Marcelino im Sommer 2007 für das Angebot von Racing Santander, das er überraschend erstmals in den UEFA-Pokal führte. Nach nur einem Jahr verließ er die Kantabrier im Sommer 2008 wieder und unterschrieb beim finanzstarken Absteiger Real Saragossa. Dort gelang ihm schon in der Saison 2008/09 der angestrebte Wiederaufstieg. Im Dezember 2009 trennte sich der Verein von ihm und ersetzte ihn durch José Aurelio Gay. Im Februar 2011 kehrte er zu Racing Santander zurück, blieb jedoch nur bis zum Ende der Saison 2010/11 und heuerte anschließend beim FC Sevilla an. Dort wurde er nach durchschnittlichen Ergebnissen im Februar 2012 freigestellt. Im Januar 2013 unterschrieb er einen Vertrag beim Zweitligisten FC Villarreal und stieg mit dem Klub am Saisonende in die Primera División auf.
Im August 2016 wurde er von seinen Aufgaben als Trainer entbunden.
Im Januar 2021 übernahm er Athletic Bilbao, nachdem Gaizka Garitano dort entlassen wurde, und hatte das Amt bis Juni 2022 inne.
Zur Saison 2023/24 übernahm er den französischen Erstligisten Olympique Marseille.
Nachdem seine Amtszeit in Marseille im September 2023 bereits beendet war, kehrte er im November desselben Jahres als Trainer zum FC Villarreal zurück.

## Erfolge
- Aufstieg in die Primera División: 2005/06, 2008/09, 2012/13
- Spanischer Pokalsieger: 2018/19
- Spanischer Supercupsieger: 2021